# 博姆莱达姆
博姆莱达姆（法語：Baume-les-Dames，法語發音：[bom le dam]），法国东部城市，勃艮第-弗朗什-孔泰大区杜省的一个市镇，隶属于贝桑松区，其市镇面积为24.8平方公里，2022年1月1日时人口数量为5,064人，在法国市镇中排名第2,229位（2021年）。
博姆莱达姆位于杜省北部，杜河右岸，是一个区域性的中心城市，多条干线公路在此交汇。

## 地名来源
根据当地官方网站的论述，“Baume”一名的词根出自凯尔特语，其对应的现代法语单词意为“松香、香脂”；“-les-Dames”一名则可能与当地历史上的修道院女司铎有关。十九世纪初，当地的官方名称拼写曾为“Beaume”。

## 历史

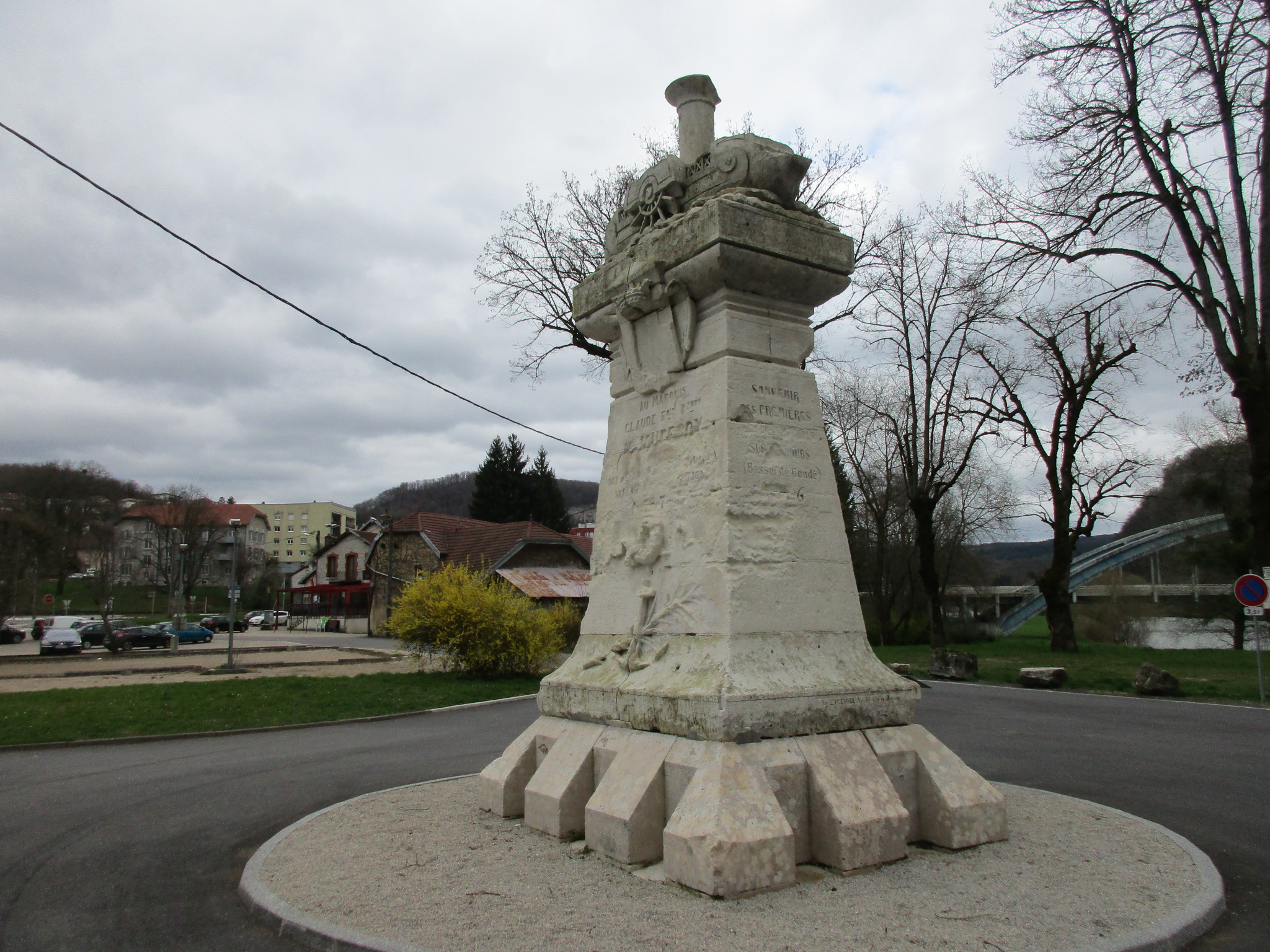
克洛德·德茹弗鲁瓦·达邦纪念碑

博姆莱达姆的早期历史尚不清楚。根据当地官方网站的论述，公元400年左右，贝桑松主教热尔曼（Germain）在此地创建了一座修道院。中世纪时，博姆莱达姆长期为勃艮第伯国的一部分，在腓特烈一世的要求下，博姆莱达姆城墙于1153年建成。1326年，勃艮第女伯爵让娜二世曾在博姆莱达姆组建领主议会。1448年，博姆莱达姆境内出现了弗朗什-孔泰地区的首个造纸作坊。博姆莱达姆境内的圣马丁教堂于十七世纪建成。1778年，法国工程师克洛德·德茹弗鲁瓦·达邦在境内的杜河河道上进行了铰链式蒸汽船试验。法国大革命后，博姆莱达姆成为杜省的一个市镇。工业革命期间，途径博姆莱达姆的多勒—贝尔福铁路建成通车，当地的Ropp卷烟厂于1893年建成。1896年，库尔（Cour）整体并入博姆莱达姆。第二次世界大战期间，纳粹德军曾占领博姆莱达姆，1944年9月5日盟军曾对驻扎于此的纳粹残余进行清剿，其间该地的多处建筑物遭到破坏，博姆莱达姆最终于9月9日解放。1972年，尚旺莱博姆（Champvans-les-Baume）整体并入博姆莱达姆。

## 地理

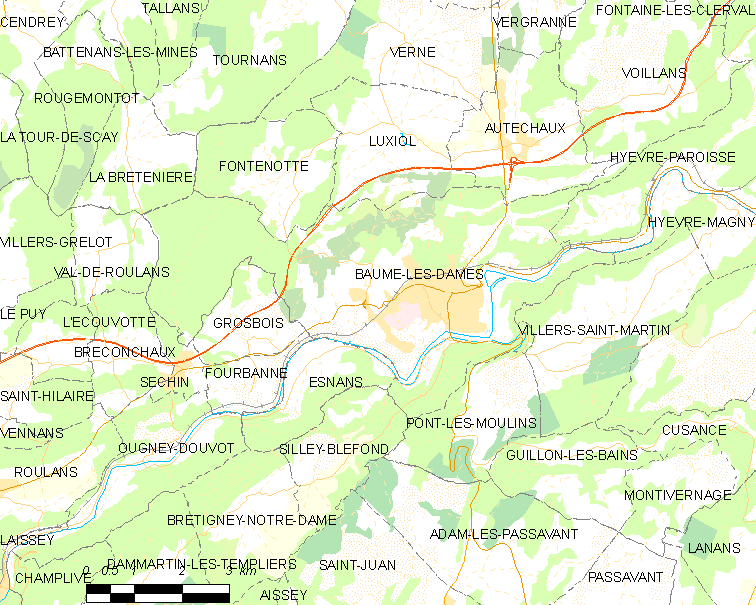
博姆莱达姆市镇范围地图

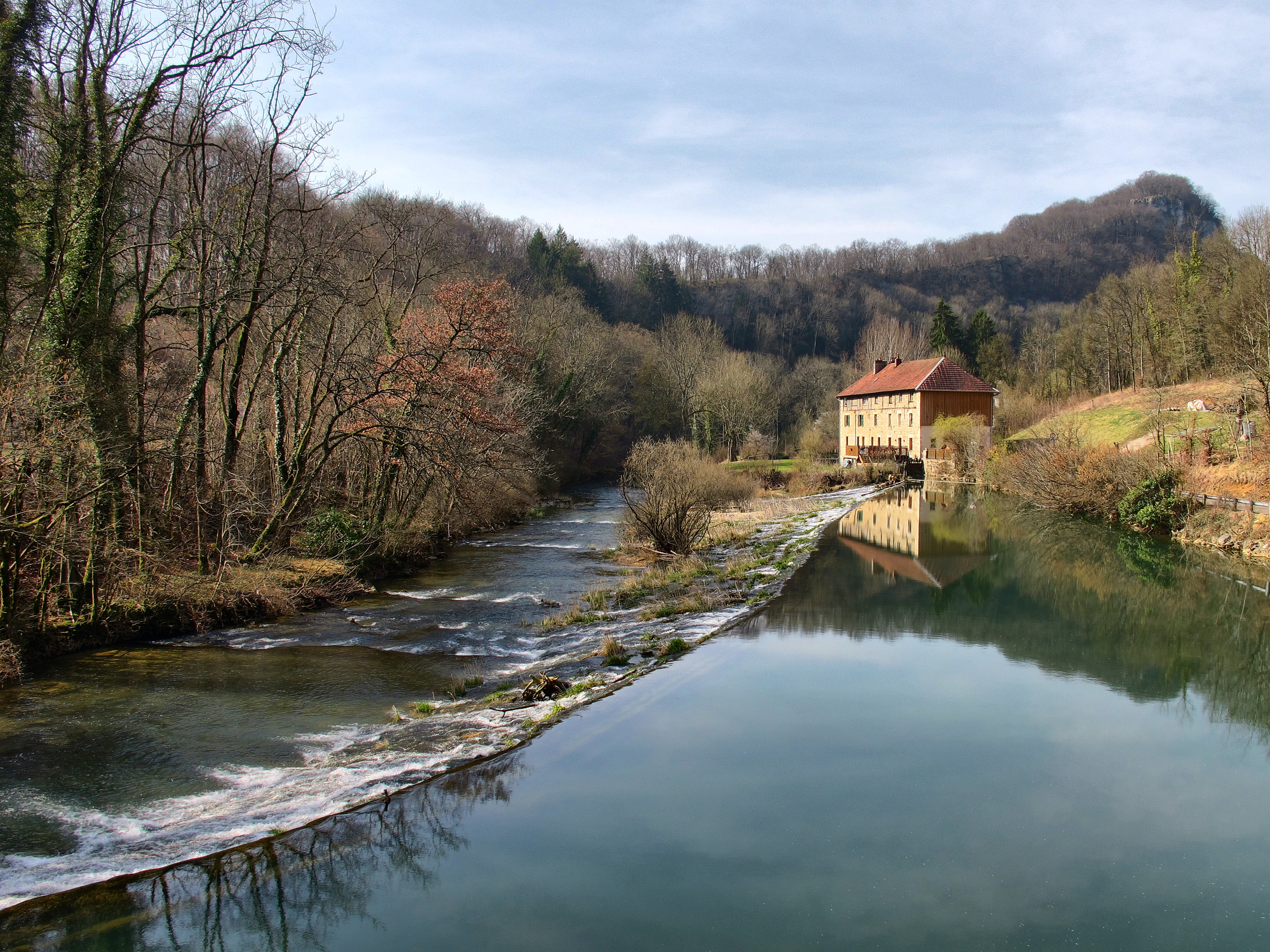
屈桑桑河

博姆莱达姆位于法国东部偏北，勃艮第-弗朗什-孔泰大区东部和杜省中北部，距离省会贝桑松大约31公里。与博姆莱达姆接壤的市镇包括：欧特绍、拉布勒特尼耶尔、埃南、丰特诺特、富尔巴讷、耶夫尔马尼、耶夫尔帕鲁瓦斯、吕克西奥勒、蓬莱穆兰、锡耶布莱丰、瓦勒德鲁朗、维莱尔圣马丁和瓦朗。

### 地形
博姆莱达姆位于杜河河谷腹地，境内以丘陵为主，市镇中心位于一处河谷地带，南北两侧为丘陵，地势起伏明显，全境海拔在261到538米之间。

### 水文
杜河自东北向西南呈“J”字形蜿蜒流经博姆莱达姆境内，其左岸支流屈桑桑河在此与其交汇。

### 植被
博姆莱达姆属于温带阔叶混交林区，林地广泛分布于河流附近及坡地地带，包括比尔蒙树林（Bois de Burmont）、兰福树林（Bois Rainfaux）以及屈桑桑河右岸的拉韦讷树林（Bois de Lavenne）等。
在鲜花城市的评比中，博姆莱达姆被评为2星级鲜花城市。

### 自然灾害
博姆莱达姆的地震危险度等级为3级，属于中等危险；氡辐射等级为1级，属于低危险。1982至2024年间，博姆莱达姆境内共发生13次有记录的自然灾害。

### 气候
博姆莱达姆在柯本气候分类法中属于带有大陆性气候特征的温带海洋性气候（Cfb）。
距离博姆莱达姆最近的常年气象站位于普利涅-吕桑境内，以下为该气象站的数据（其中日照数据取自贝桑松气象站）：
| 普利涅 1981年－2019年 | 普利涅 1981年－2019年 | 普利涅 1981年－2019年 | 普利涅 1981年－2019年 | 普利涅 1981年－2019年 | 普利涅 1981年－2019年 | 普利涅 1981年－2019年 | 普利涅 1981年－2019年 | 普利涅 1981年－2019年 | 普利涅 1981年－2019年 | 普利涅 1981年－2019年 | 普利涅 1981年－2019年 | 普利涅 1981年－2019年 | 普利涅 1981年－2019年 |
| 月份                  | 1月                   | 2月                   | 3月                   | 4月                   | 5月                   | 6月                   | 7月                   | 8月                   | 9月                   | 10月                  | 11月                  | 12月                  | 全年                  |
| --------------------- | --------------------- | --------------------- | --------------------- | --------------------- | --------------------- | --------------------- | --------------------- | --------------------- | --------------------- | --------------------- | --------------------- | --------------------- | --------------------- |
| 历史最高温 °C（°F）   | 17.5 (63.5)           | 22 (72)               | 27 (81)               | 29 (84)               | 33 (91)               | 38 (100)              | 40 (104)              | 40 (104)              | 35 (95)               | 32 (90)               | 24.5 (76.1)           | 19 (66)               | 40 (104)              |
| 平均高温 °C（°F）     | 6.5 (43.7)            | 8.2 (46.8)            | 12.6 (54.7)           | 16.8 (62.2)           | 20.8 (69.4)           | 24.8 (76.6)           | 27 (81)               | 26.9 (80.4)           | 22.1 (71.8)           | 16.9 (62.4)           | 10.9 (51.6)           | 7.1 (44.8)            | 16.7 (62.1)           |
| 日均气温 °C（°F）     | 2.5 (36.5)            | 3.4 (38.1)            | 6.8 (44.2)            | 10.1 (50.2)           | 14.2 (57.6)           | 18 (64)               | 19.9 (67.8)           | 19.7 (67.5)           | 15.5 (59.9)           | 11.4 (52.5)           | 6.5 (43.7)            | 3.4 (38.1)            | 10.9 (51.6)           |
| 平均低温 °C（°F）     | −1.4 (29.5)           | −1.4 (29.5)           | 1 (34)                | 3.4 (38.1)            | 7.5 (45.5)            | 11.1 (52.0)           | 12.8 (55.0)           | 12.5 (54.5)           | 8.9 (48.0)            | 5.9 (42.6)            | 2.1 (35.8)            | −0.4 (31.3)           | 5.2 (41.4)            |
| 历史最低温 °C（°F）   | −18.5 (−1.3)          | −22 (−8)              | −20 (−4)              | −6 (21)               | −3 (27)               | 1 (34)                | 4 (39)                | 1 (34)                | −1 (30)               | −8 (18)               | −13.5 (7.7)           | −23 (−9)              | −23 (−9)              |
| 平均降水量 mm（）     | 95.7 (3.77)           | 90 (3.5)              | 92.6 (3.65)           | 88.2 (3.47)           | 107.5 (4.23)          | 97.1 (3.82)           | 96.6 (3.80)           | 96.4 (3.80)           | 98.6 (3.88)           | 114.8 (4.52)          | 116.3 (4.58)          | 120.8 (4.76)          | 1,214.6 (47.82)       |
| 月均日照時數          | 75.1                  | 95.5                  | 142.1                 | 176.1                 | 206.6                 | 230.4                 | 244.1                 | 232.3                 | 175.8                 | 132.6                 | 72.7                  | 53                    | 1,836.3               |
| 来源：infoclimat.fr   |                       |                       |                       |                       |                       |                       |                       |                       |                       |                       |                       |                       |                       |

## 行政区划
博姆莱达姆的市镇编号为25047，邮政编号为25110。
在行政管理方面，博姆莱达姆隶属于法国勃艮第-弗朗什-孔泰大区杜省贝桑松区；在地方选举方面，博姆莱达姆是博姆莱达姆县的中央投票站所在地，其市镇范围全境被划入杜省第三选区；在社会管理方面，博姆莱达姆是勒杜博姆瓦市镇公共社区的办公驻地。
截至2025年1月，博姆莱达姆市镇范围内暂无任何城市敏感街区及城市政策优先街区。
法国国家统计与经济研究所（简称“INSEE”）在进行数据统计时，将博姆莱达姆市镇单独设为博姆莱达姆城市核心区（Unité urbaine de Baume-les-Dames），并将包括核心区在内的周边共310个市镇划为贝桑松城市辐射区。此外，INSEE还将博姆莱达姆市镇分为了2个“块区”（IRIS），以便于统计人口分布情况。

## 交通

### 公路
A36高速公路经过博姆莱达姆市镇北部并设有一处出入口可连接市区；杜省省道D19e线、D23线、D50线、D112线、D277线、D328线和D683线在博姆莱达姆境内交汇。
2021年，68.4%的博姆莱达姆家庭拥有至少一辆私人汽车。2023年，博姆莱达姆境内共发生各类交通事故2起，造成3人受伤，其中1人重伤。
| 5 | 3 |

| 贝桑松 | 32 |

| 罗什莱博普雷 | 22 |

| 蒙贝利亚尔 | 47 |

| 杜河畔利勒 | 26 |

| 瓦尔达翁 | 20 |

| 维莱塞克塞勒 | 25 |

### 铁路

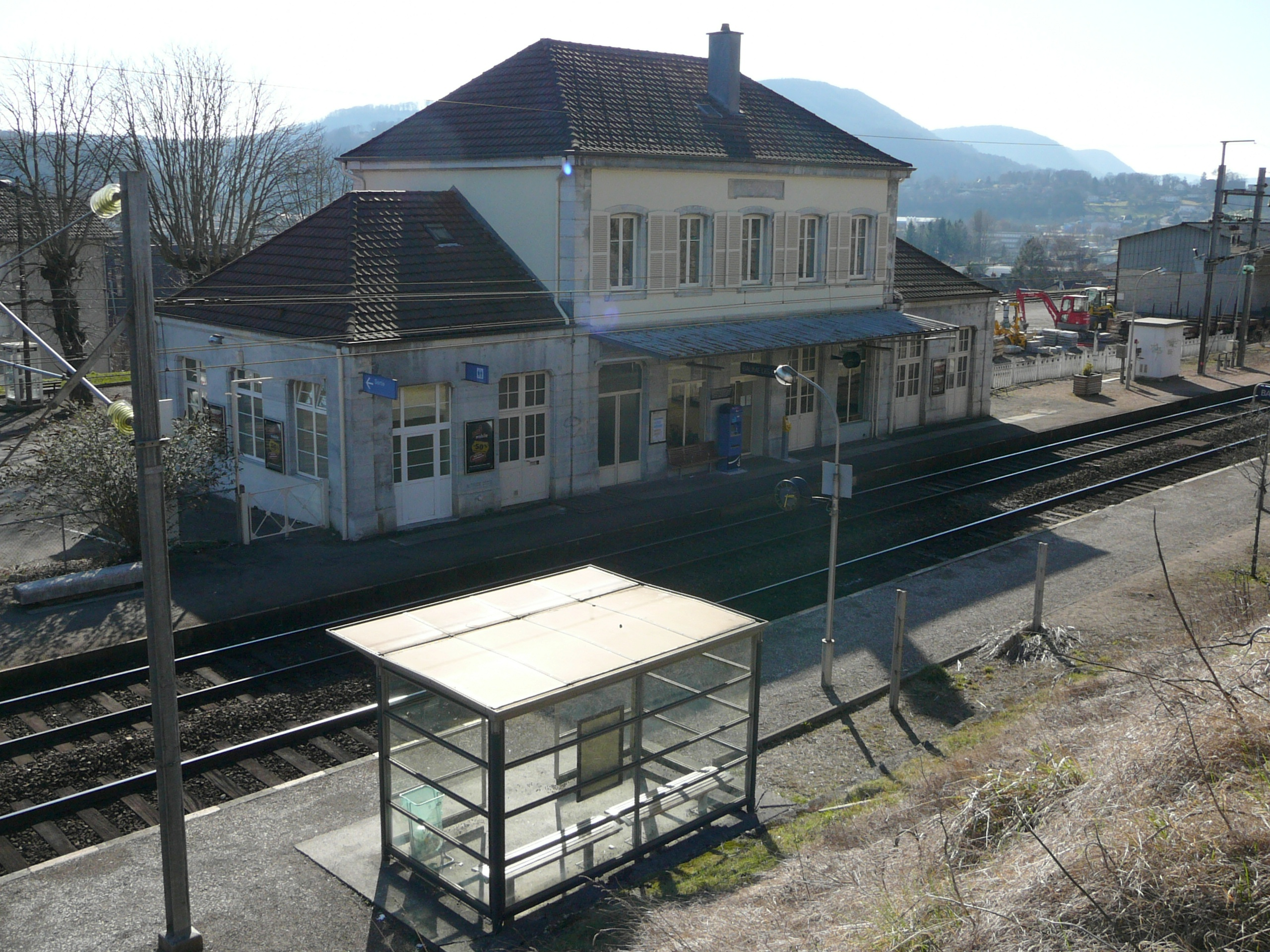
博姆莱达姆火车站

博姆莱达姆位于多勒—贝尔福铁路上。博姆莱达姆站位于市区北部，停靠往返于贝桑松和贝尔福一线的区域列车，部分班次可直通里昂。

### 航空
博姆莱达姆距离多勒机场的公路里程大约94公里。

### 城市公共交通
截至2025年1月，博姆莱达姆暂无城市公共交通系统。

## 政治

### 市政内阁

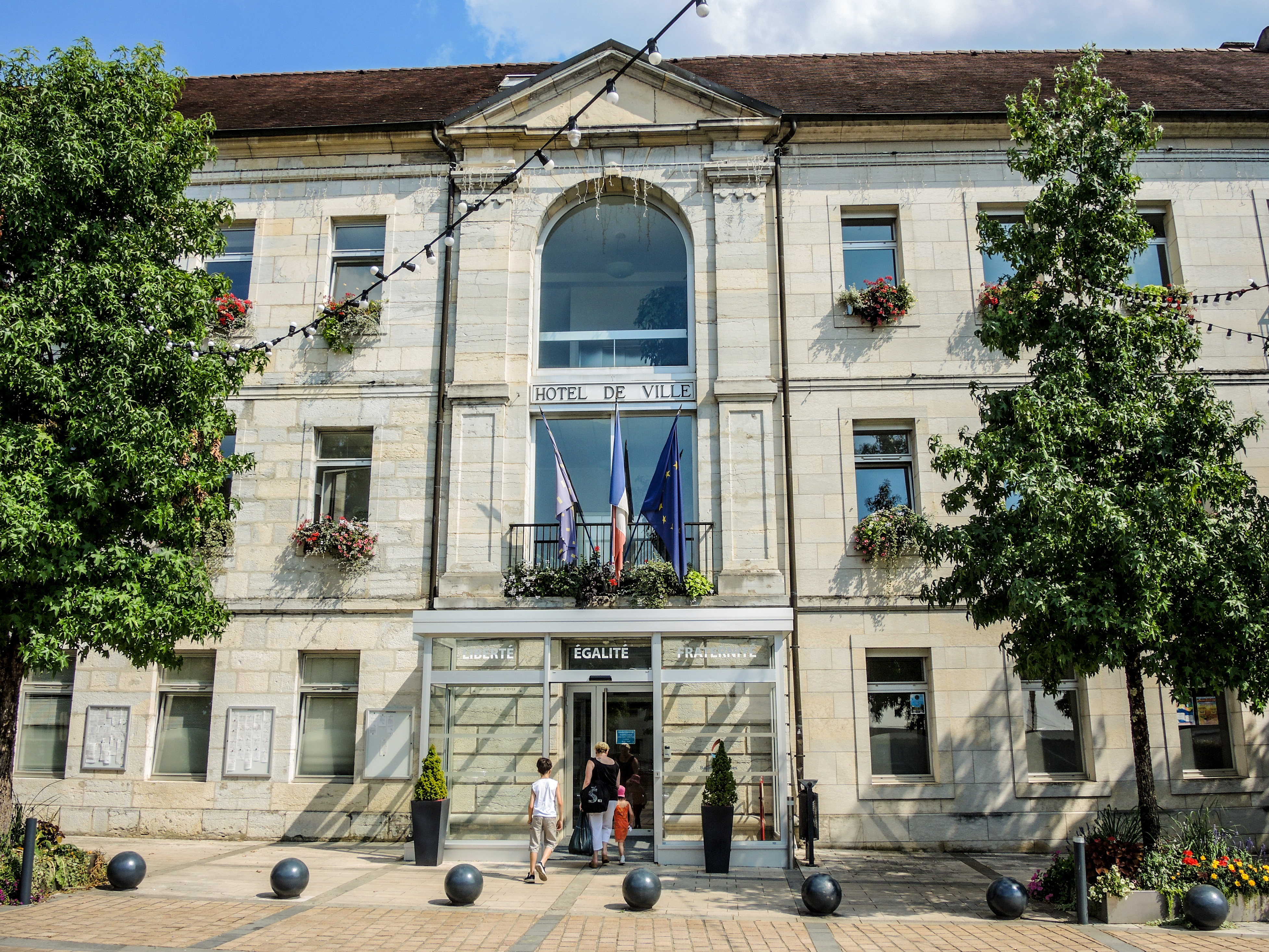
博姆莱达姆市政厅

博姆莱达姆的现任市长为阿尔诺·马尔泰先生（Arnaud MARTHEY），他是社会党的一名成员，在2020年的市政选举中获得了100%的支持率（无其他候选人）。
| 博姆莱达姆历届市长 | 博姆莱达姆历届市长                       | 博姆莱达姆历届市长 |
| 任期               | 市长                                     | 党派               |
| ------------------ | ---------------------------------------- | ------------------ |
| 1943年－1953年     | Jean-Baptiste LECUYER 让-巴蒂斯特·勒屈耶 | 不详               |
| 1953年－1955年     | Camille BESANCON 卡米耶·贝桑松           | 不详               |
| 1955年－1983年     | Jacques Mery 雅克·梅里                   | PS社会党           |
| 1983年－2001年     | Marc PETREMENT 马克·佩特尔芒             | UDF法国民主联盟    |
| 2001年－2014年     | Augustin GUILLOT 奥古斯坦·吉约           | PS社会党           |
| 2014年－           | Arnaud MARTHEY 阿尔诺·马尔泰             | PS社会党           |

### 各级选举
| 博姆莱达姆历届投票选举结果 | 博姆莱达姆历届投票选举结果 | 博姆莱达姆历届投票选举结果 | 博姆莱达姆历届投票选举结果 | 博姆莱达姆历届投票选举结果           | 博姆莱达姆历届投票选举结果 | 博姆莱达姆历届投票选举结果 | 博姆莱达姆历届投票选举结果           | 博姆莱达姆历届投票选举结果 | 博姆莱达姆历届投票选举结果 |
| 选举项目                   | 选举范围                   | 选区单位                   | 选区单位内的选举结果       | 选区单位内的选举结果                 | 选区单位内的选举结果       | 选区单位内的选举结果       | 选区单位内的选举结果                 | 选区单位内的选举结果       | 参考资料                   |
| 选举项目                   | 选举范围                   | 选区单位                   | 第一轮胜出者               | 第一轮胜出者                         | 支持率                     | 第二轮胜出者               | 第二轮胜出者                         | 支持率                     | 参考资料                   |
| -------------------------- | -------------------------- | -------------------------- | -------------------------- | ------------------------------------ | -------------------------- | -------------------------- | ------------------------------------ | -------------------------- | -------------------------- |
| 2017年法國總統選舉         | 法國                       | 市镇                       |                            | 玛丽娜·勒庞                          | 24.39%                     |                            | 埃马纽埃尔·马克龙                    | 62.38%                     | [ 26 ]                     |
| 2017年法国立法选举         | 杜省第三选区               | 市镇                       |                            | 德尼·索梅尔                          | 40.45%                     |                            | 德尼·索梅尔                          | 57.07%                     | [ 27 ]                     |
| 2019年欧洲议会选举         | 法國                       | 市镇                       |                            | 若尔丹·巴尔代拉                      | 22.75%                     | （不适用）                 | （不适用）                           | （不适用）                 | [ 28 ]                     |
| 2021年法国省级选举         | 杜省                       | 县                         |                            | 克洛德·达拉瓦莱 玛丽-克里斯蒂娜·迪雷 | 43.37%                     |                            | 克洛德·达拉瓦莱 玛丽-克里斯蒂娜·迪雷 | 62.88%                     | [ 29 ] [ 30 ]              |
| 2021年法国省级选举         | 杜省                       | 市镇                       |                            | 克洛德·达拉瓦莱 玛丽-克里斯蒂娜·迪雷 | 55.46%                     |                            | 克洛德·达拉瓦莱 玛丽-克里斯蒂娜·迪雷 | 73.83%                     | [ 29 ] [ 30 ]              |
| 2021年法国大区选举         |                            | 市镇                       |                            | 玛丽-吉特·迪费                       | 42.71%                     |                            | 玛丽-吉特·迪费                       | 55.37%                     | [ 31 ]                     |
| 2022年法国总统选举         | 法國                       | 市镇                       |                            | 埃马纽埃尔·马克龙                    | 27.56%                     |                            | 埃马纽埃尔·马克龙                    | 54.13%                     | [ 32 ]                     |
| 2022年法国立法选举         | 杜省第三选区               | 市镇                       |                            | 尼古拉·帕尔科                        | 31.76%                     |                            | 尼古拉·帕尔科                        | 58.64%                     | [ 33 ]                     |
| 2024年欧洲议会选举         | 法國                       | 市镇                       |                            | 若尔丹·巴尔代拉                      | 35.79%                     | （不适用）                 | （不适用）                           | （不适用）                 | [ 24 ]                     |
| 2024年法国立法选举         | 杜省第三选区               | 市镇                       |                            | 马蒂厄·布洛克                        | 39.31%                     |                            | 尼古拉·帕尔科                        | 54.59%                     | [ 34 ]                     |

## 人口
2021年，博姆莱达姆市镇人口数量为4,991，在法国排名第2,229位。其中男性2,265人，女性2,726人，75岁及以上人口占14.5%，外籍人口数量为67人，人口密度为201人/平方公里，当地居民被称为（男性）或（女性）。2015至2021年间，博姆莱达姆的人口增长率为-0.8%。2022年，博姆莱达姆境内出生41人，死亡人口103人。
| 博姆莱达姆1901年－2021年人口变化情况 |
|                                      |
| 数据来源：Cassini、INSEE             |

## 经济
博姆莱达姆是一个区域性的中心城市。INSEE于2020年将博姆莱达姆划入博姆莱达姆就业区（Zone d'emploi de Baume-les-Dames），并又于2022年将其划入博姆莱达姆生活区（Bassin de vie de Baume-les-Dames）。截至2022年底，博姆莱达姆市镇范围内共有活跃企业236家，其中72.9%的员工总数在9人及以下；按照产业分类，当地一、二、三产业占比分别为2.1%、16.2%和81.7%。（能源）、（能源）及（大型零售）是当地2022年已公布营业额最高的三个企业，分别为791,226,080欧元、43,381,031欧元和36,785,292欧元。

## 财政与居民收入
2023年，博姆莱达姆的财政收入总额为5,198,500欧元，财政支出总额为4,697,730欧元，当年的债务总额为9,884,720欧元。2023年，博姆莱达姆市镇通过增值税获得109,720欧元的收入，此外当地还共获得了758,210欧元的国家直接财政补助。
| 博姆莱达姆居民收入情况                           | 博姆莱达姆居民收入情况 | 博姆莱达姆居民收入情况 | 博姆莱达姆居民收入情况 |
| 内容                                             | 博姆莱达姆             | 杜省                   | 法國                   |
| ------------------------------------------------ | ---------------------- | ---------------------- | ---------------------- |
| 居民平均时薪                                     | 14.4欧元（2022年）     | 15欧元（2022年）       | 17欧元（2022年）       |
| 高级职员人均时薪                                 | 23.7欧元（2022年）     | 25.1欧元（2022年）     | 29.1欧元（2022年）     |
| 中级职员人均时薪                                 | 15.9欧元（2022年）     | 15.8欧元（2022年）     | 16.6欧元（2022年）     |
| 普通职员人均时薪                                 | 12.1欧元（2022年）     | 11.9欧元（2022年）     | 12.1欧元（2022年）     |
| 工人人均时薪                                     | 11.8欧元（2022年）     | 12.6欧元（2022年）     | 12.5欧元（2022年）     |
| 贫困率                                           | 14%（2021年）          | 13.1%（2021年）        | 14.5%（2021年）        |
| 青壮年（15至64岁）失业率                         | 12.1%（2021年）        | 10.9%（2021年）        | 10.4%（2021年）        |
| 家庭总数                                         | 2,444（2021年）        | 394（2022年）          | 1,160（2022年）        |
| 征税家庭数量占比                                 | 41%（2023年）          | 55.1%（2022年）        | 44.8%（2022年）        |
| 家庭年均纳税                                     | 2,212欧元（2023年）    | 1,651欧元（2022年）    | 4,481欧元（2022年）    |
| 资料来源：INSEE、L'Internaute、Le Journal du Net |                        |                        |                        |

## 社会事务

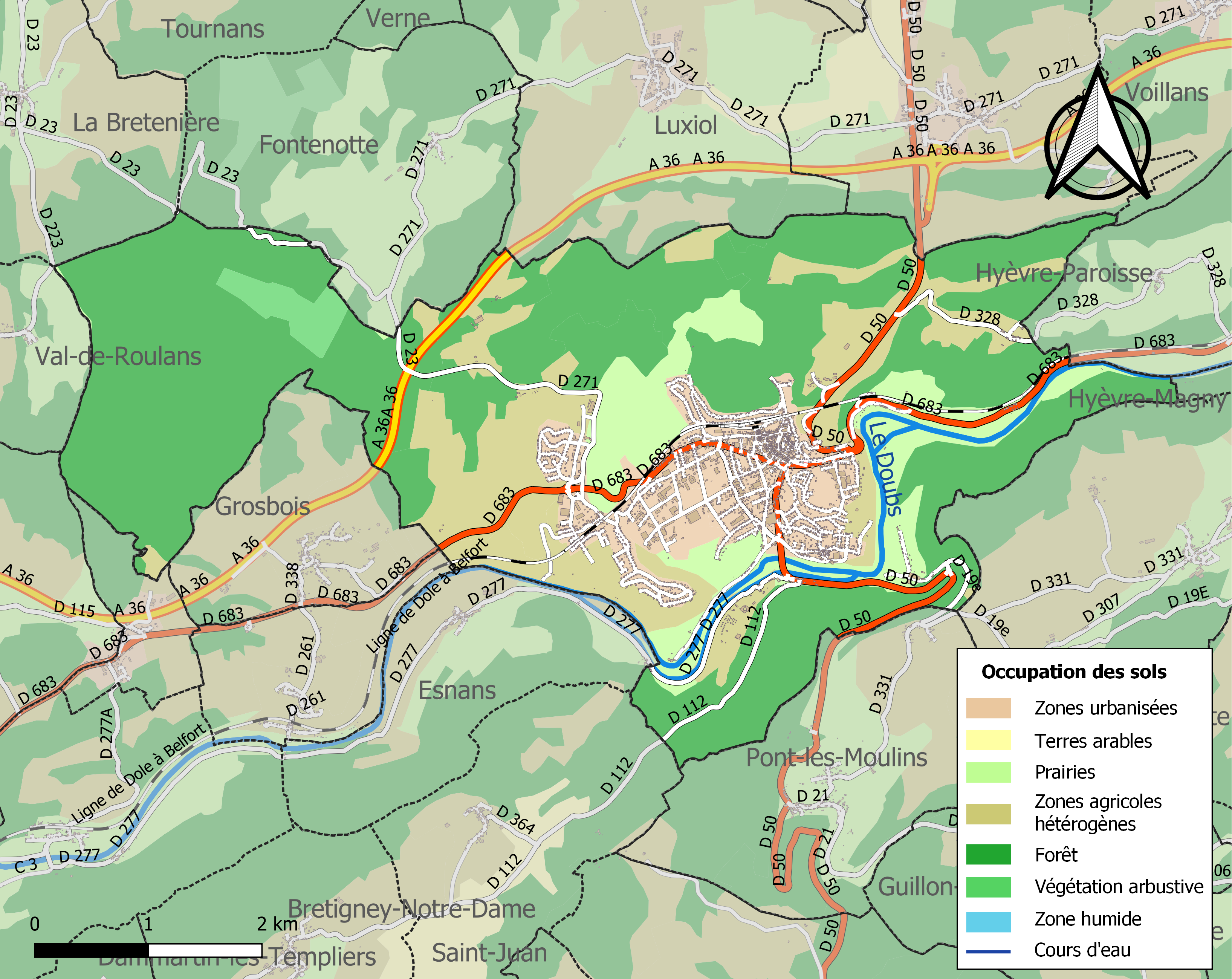
博姆莱达姆土地利用情况地图

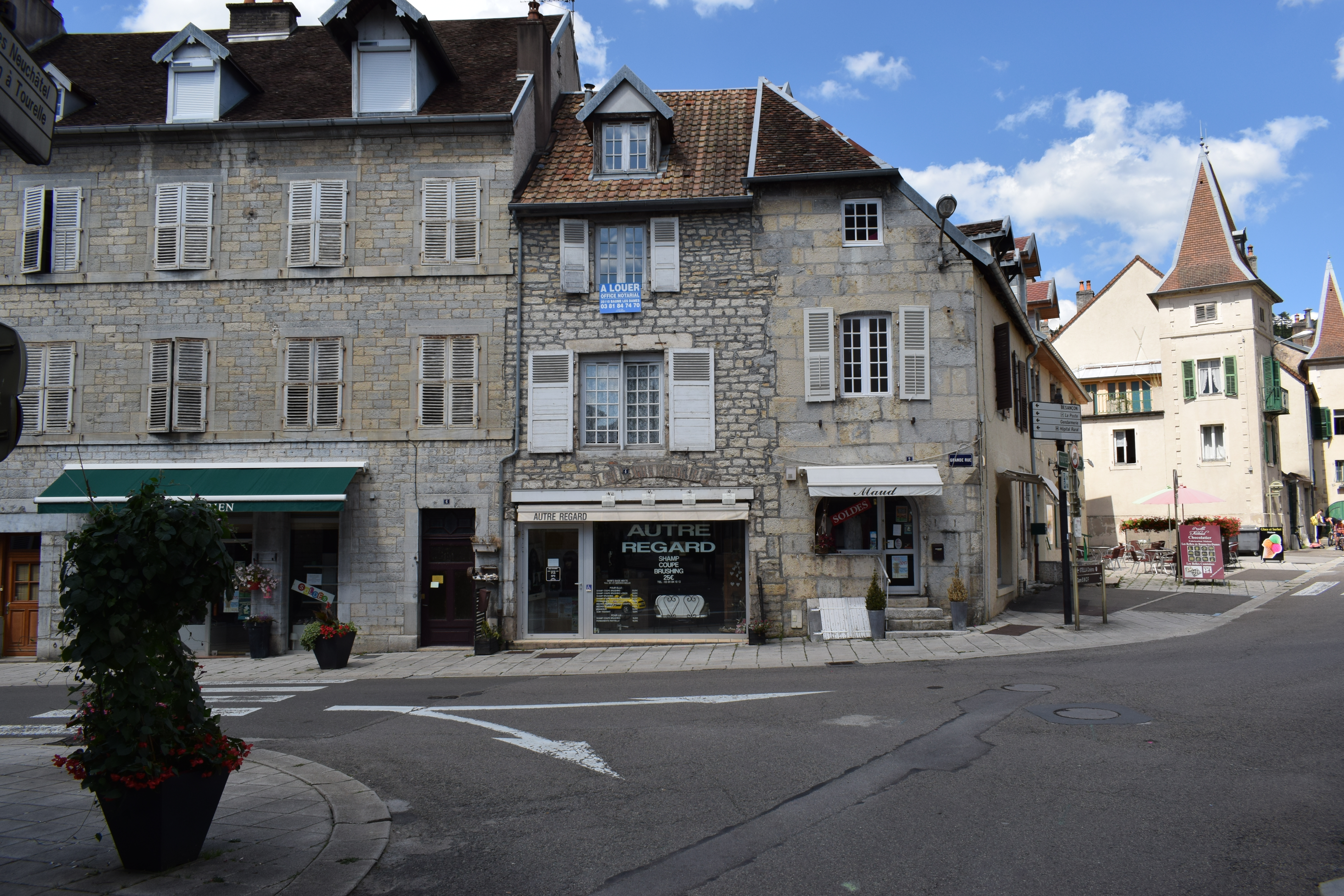
博姆莱达姆镇中心的格朗德街口

### 教育
博姆莱达姆属于贝桑松学区。截至2023年1月1日，博姆莱达姆境内共有2所幼儿园、3所小学、1所初级中学和1所职业高中。 2022至2023学年度，博姆莱达姆境内共有在校中等教育阶段学生509名。

### 医疗
截至2023年1月1日，博姆莱达姆境内共有全科医生13名、保健师12名、牙医6名、护士9名、助产士2名、药房3家、养老院2家、残疾人帮扶中心2家。
博姆莱达姆中心医院，全名为“博姆莱达姆圣十字中心医院”（Centre Hospitalier Sainte Croix de Baume-les-Dames），是法国的一家区域性医疗机构，其主病区位于距离博姆莱达姆市区，设有床位183个。

### 住房
2021年，博姆莱达姆境内共有各类住房2,949套，其中49.8%为独立式住宅，49.7%为集中式住宅。常住房屋占博姆莱达姆市镇范围内居民建筑总量的82.1%。2023年，博姆莱达姆的居住税率为12.85%，不动产税率为29.24%。
在住房保障政策方面，2023年，博姆莱达姆境内共有1,080户家庭获得了家庭津贴补助，受益人数占总人口数量的21.6%，其中485份为房租补助。

### 商业
2021年，博姆莱达姆境内共有各类实体商铺153家，其中餐厅17家、大型超市5家、杂货店2家、面包房8家、肉铺3家、书店4家、装饰品店2家、银行门店3家、美容美发店14家、汽车维修店12家。博姆莱达姆镇中心南部建有一家Super U，西部则建有商业街区，有Action、Lidl等购物商场。

### 体育
2023年，博姆莱达姆境内共有1家游泳池、1间体育馆、2座综合体育场、1处网球场、1处马术场、1处足球或橄榄球场以及3处篮球或排球场。
截至2025年1月，博姆莱达姆体育俱乐部（AS Baume-les-Dames，编号506592）是博姆莱达姆境内唯一的一家注册足球俱乐部，其主队2024至2025赛季参加勃艮第-弗朗什-孔泰大区足球联赛乙组（法国第七级别），其主场为加斯东·拉甘球场（Stade Gaston Raguin）。

### 环境
博姆莱达姆的环境事务由其所属的勒杜博姆瓦市镇公共社区联合各级政府协调负责。2021年，博姆莱达姆境内暂无污染企业。

### 治安
2021年，博姆莱达姆市镇范围内共有1处宪兵队。
2023年，博姆莱达姆市镇范围内累计记录各类案件160起，其中盗窃类案件71起，人身侵犯类案件47起，毒品交易类案件3起。

## 文化

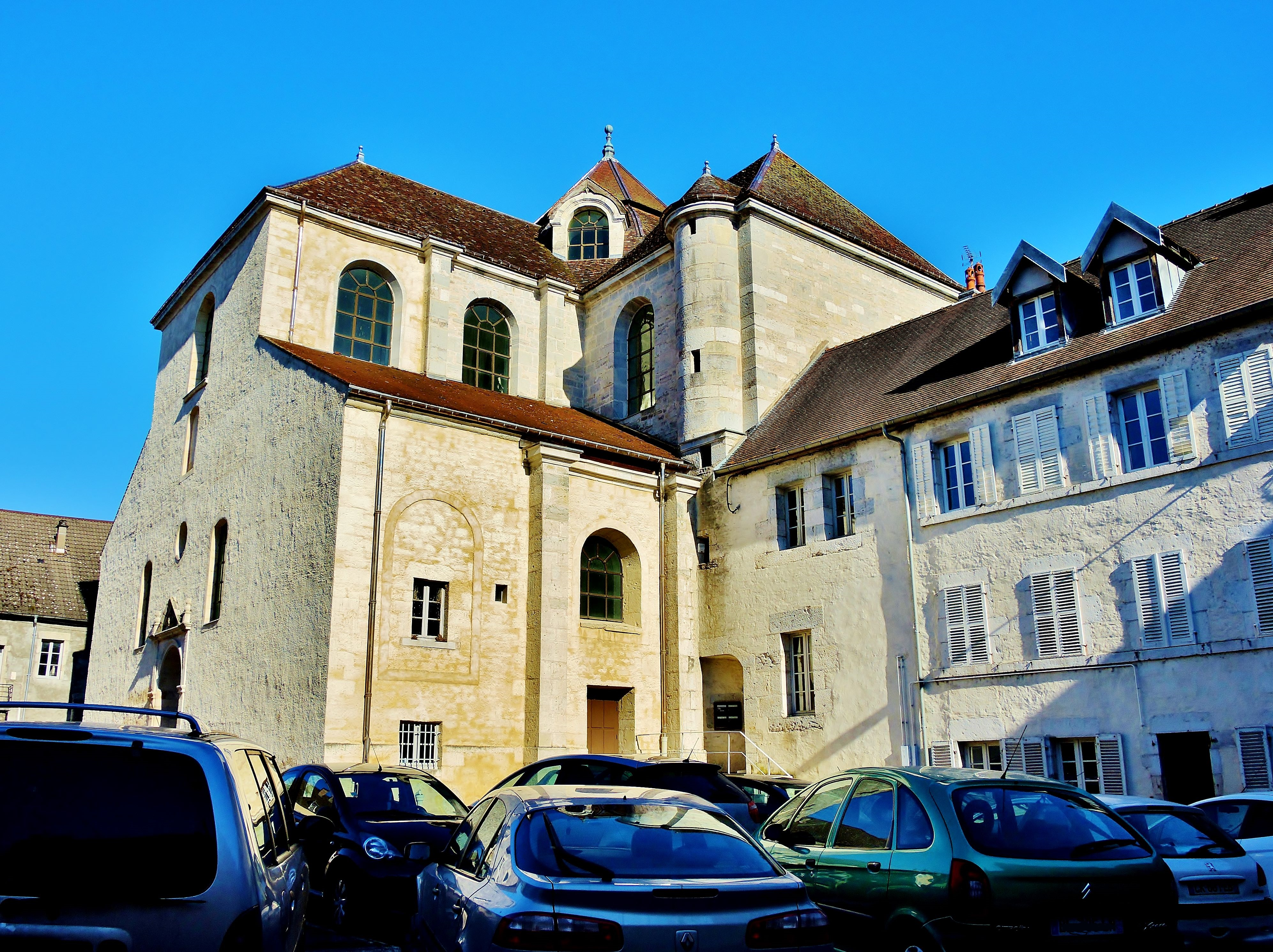
修道院

2023年，博姆莱达姆境内共有1家电影院。博姆莱达姆境内建有让·格罗让多媒体中心（Médiathèque Jean Grosjean），每周二、三、五、六向公众开放。

### 建筑
博姆莱达姆境内共有6处建筑被列入法国国家文物保护单位，包括博姆莱达姆修道院、圣马丁教堂等。

### 旅游
博姆莱达姆的旅游事务由其所属的勒杜博姆瓦市镇公共社区联合各级政府协调负责。2024年，博姆莱达姆境内共有2家酒店共计16间房间；另有1个露营地，可容纳共79辆露营车。

### 媒体
法国主要的媒体均可在博姆莱达姆接收，法国电视三台下属的勃艮第-弗朗什-孔泰大区频道在部分时段播出博姆莱达姆所在杜省的地方新闻。Ici贝桑松、BIP广播、《东部共和国人报》等是当地主要的地方媒体。

## 友好城市
截至2025年1月，博姆莱达姆共与一座城市建立了友好城市关系：
- 德国 哈默斯河畔采尔